# Maison espagnole (Besançon)
La maison espagnole (Institut Notre Dame du Refuge) est un bâtiment situé à Besançon dans le département du Doubs.

## Localisation
L'édifice est situé au 10 rue de la vieille monnaie, dans le secteur de La Boucle de Besançon.

## Histoire
Les façades et les toitures font l’objet d’une inscription au titre des monuments historiques depuis le 4 décembre 1941.

## Architecture et décorations
Les fenêtres du rez-de-chaussée présentent des grilles en fer forgé « ventrues » dénotant l'influence espagnole de la maison, bien que celle-ci fut construite après le rattachement de Besançon à la France. Ces grilles furent protégées avant d'être déclassées.